# آسياوات
الآسياوات (الاسم العلمي: Myrtoideae) هي أسرة من النباتات تتبع فصيلة الآسية من رتبة الآسيات.

## قبائل
| - Backhousieae - Chamelaucieae - Eucalypteae - Kanieae - Leptospermeae | - Lindsayomyrteae - Lophostemoneae - Melaleuceae - متروسدرس - آسياوية (نبات) | - Osbornieae - Syncarpieae - آسية (نبات) - Tristanieae - Xanthostemoneae |